# 要塞修道院

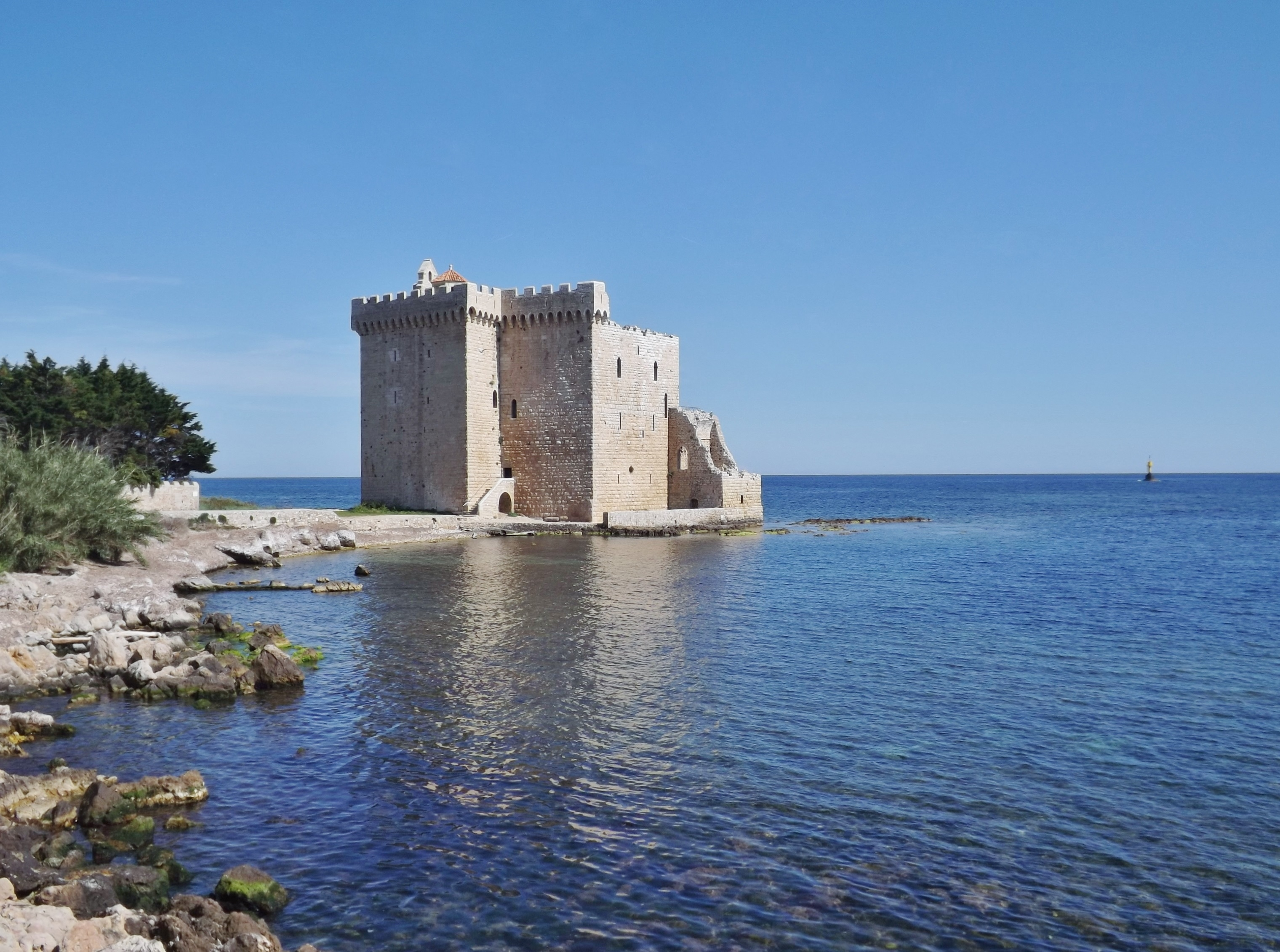

要塞修道院（Monastère fortifié）是法国戛纳的一座历史建筑，建于11-15世纪，位于莱兰群岛聖托諾拉島。

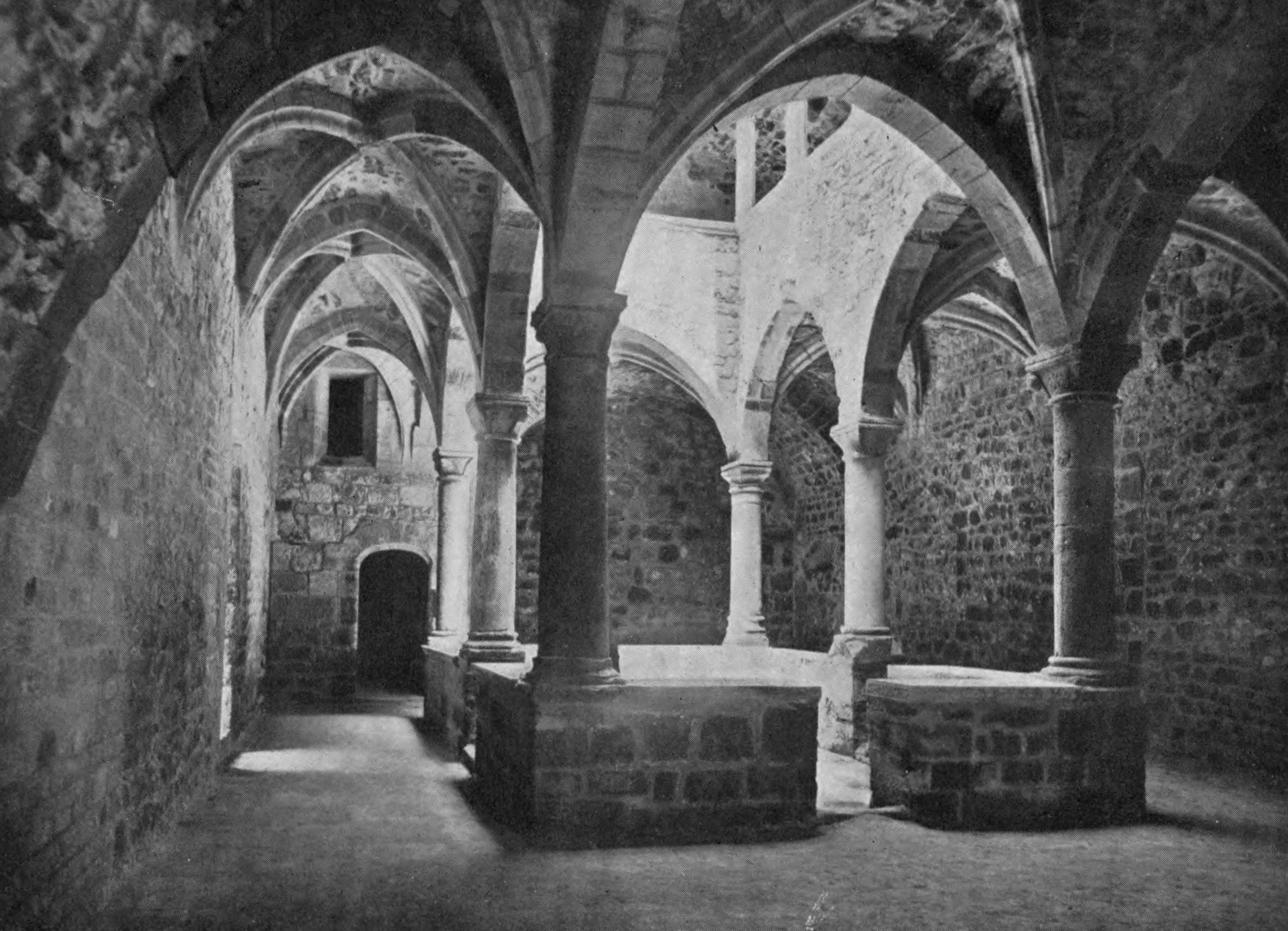
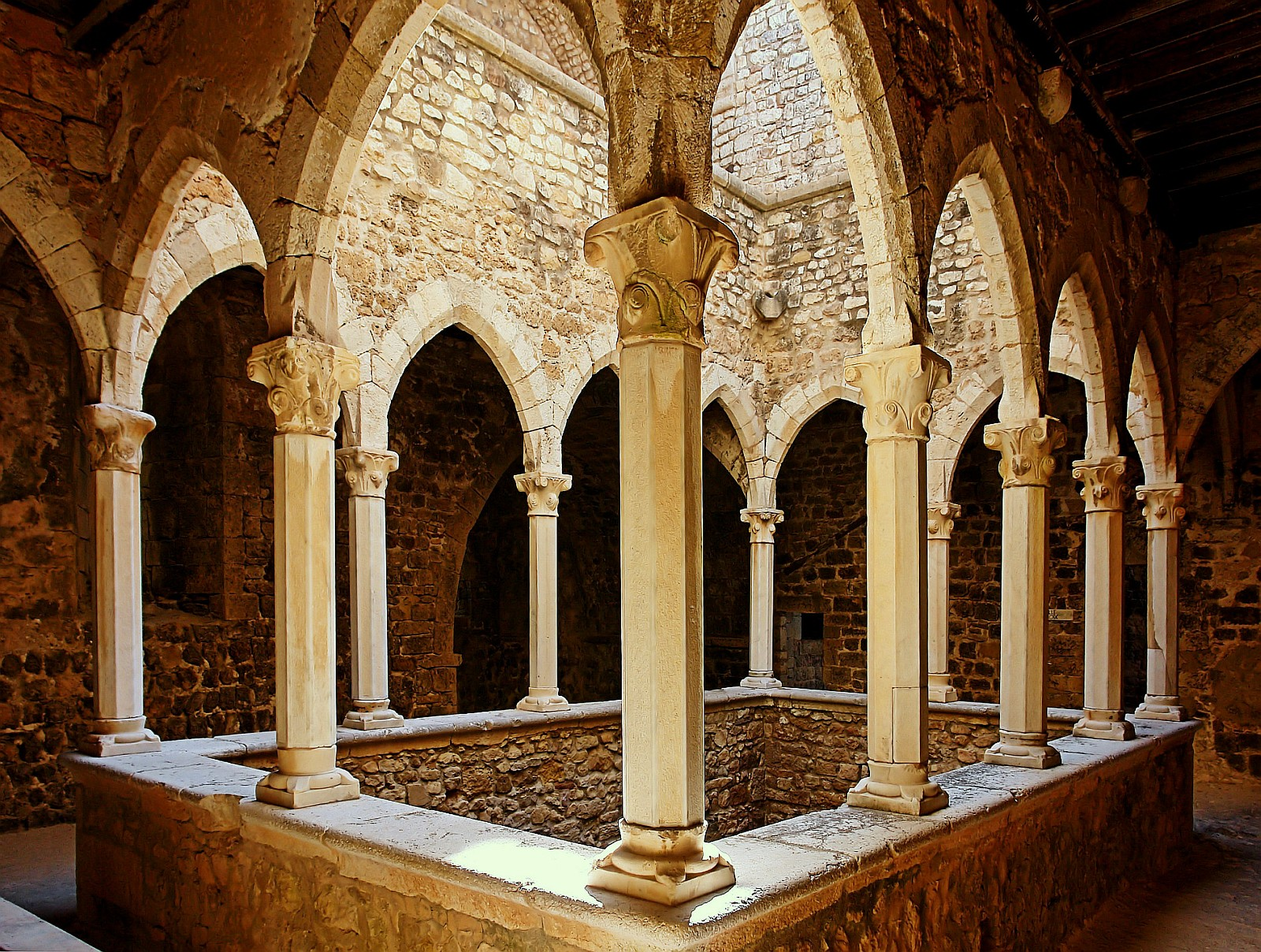
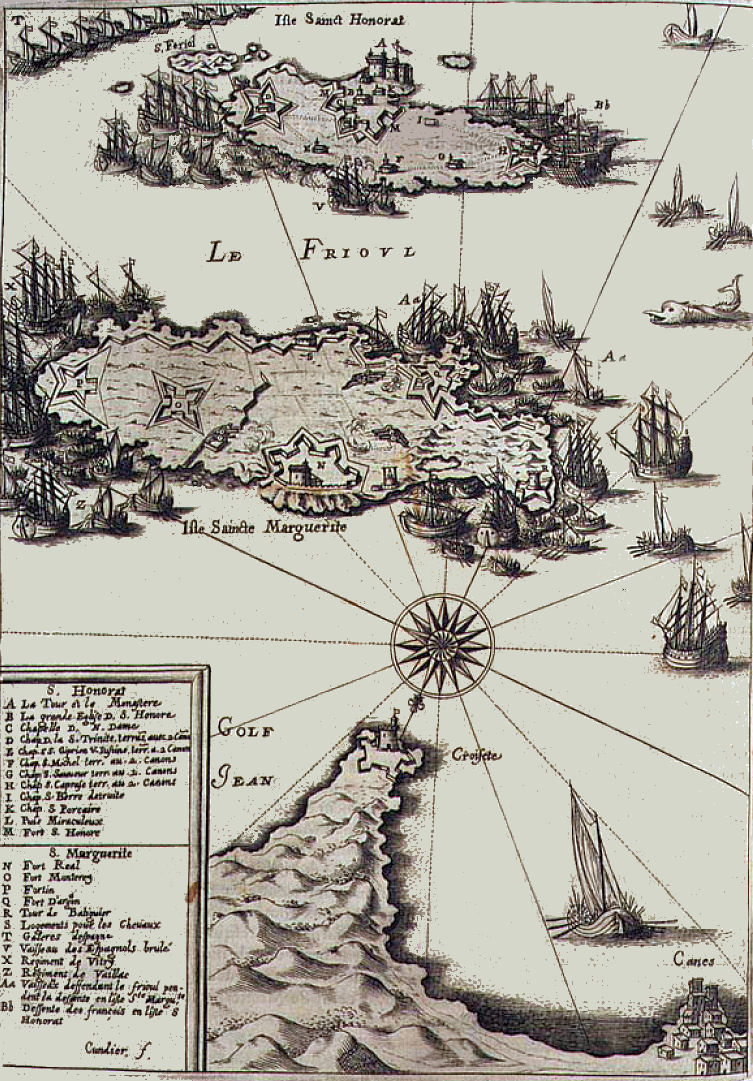

该建筑自1840年列为法国历史古迹。。